# Улётовский район
Улётовский район — административно-территориальная единица (район) в Забайкальском крае России.
В рамках организации местного самоуправления в границах района функционирует Улётовский муниципальный округ (в 2004—2024 гг. — муниципальный район).
Административный центр — село Улёты.
На территории Улётовского административного района также размещено ЗАТО посёлок Горный (не входящий в муниципальный округ, образуя отдельный городской округ ЗАТО посёлок Горный).

## География
Район расположен на юго-западе Забайкальского края. На северо-западе района находится обширное, ориентированное в северо-восточном направлении межгорное понижение, которое обрамлено таёжными средневысотными хребтами (Яблоновый и Черского). Юг Улётовского района представляет собой горную территорию, имеющую отчётливо выраженные следы древней ледниковой деятельности.
Климат резко континентальный. Зима холодная. Осадков выпадает от 300 до 500 мм/год. Особенно засушливы весна и начало лета.
Из рек наиболее крупная — Ингода с многочисленными притоками. Озеро Арей используется для отдыха и лечения на турбазах «Арей» и «Кристалл». Селитряное (Доронинское) озеро является самым крупным содовым озером в Восточной Сибири.
Основные территории заняты горной лиственнично-сосновой и сосново-лиственничной тайгой с травяным покровом и кустарниковым рододендроновым подлеском. На территории Улётовского района расположена часть Сохондинского заповедника.

## История
Образован 4 января 1926 года.

## Население
| 2002    | 2007    | 2009    | 2010    | 2011    | 2012    | 2013    | 2014    | 2015    |
| ------- | ------- | ------- | ------- | ------- | ------- | ------- | ------- | ------- |
| 21 337  | ↘20 100 | ↘20 034 | ↘18 946 | ↘18 910 | ↗18 920 | ↘18 809 | ↘18 745 | ↘18 724 |
| 2016    | 2017    | 2018    | 2019    | 2020    | 2021    |         |         |         |
| ↘18 528 | ↗18 577 | ↘18 451 | ↘18 247 | ↘18 091 | ↘17 256 |         |         |         |

### Урбанизация
В городских условиях (пгт Дровяная) проживают  17,22 % населения муниципального района (без учёта пгт Горный).

## Муниципально-территориальное устройство
В рамках организации местного самоуправления в границах района функционирует Улётовский муниципальный округ (в 2004—2024 гг. — муниципальный район).
В муниципальный район с 2004 до 2024 гг. входили 10 муниципальных образований, в том числе 1 городское поселение и 9 сельских поселений:
| №        | Муниципальное образование | Административный центр | Количество населённых пунктов | Население (чел.) | Площадь (км²) |
| -------- | ------------------------- | ---------------------- | ----------------------------- | ---------------- | ------------- |
| 1e-06    | Городское поселение       |                        |                               |                  |               |
| 1        | Дровянинское              | пгт Дровяная           | 4                             | ↘3996            | 1431,05       |
| 1.000002 | Сельские поселения        |                        |                               |                  |               |
| 2        | Аблатуйское               | село Аблатуйский Бор   | 2                             | ↘570             | 197,92        |
| 3        | Артинское                 | село Арта              | 1                             | ↘540             | 422,44        |
| 4        | Горекацанское             | село Горекацан         | 3                             | ↘803             | 2342,50       |
| 5        | Доронинское               | село Доронинское       | 2                             | ↘488             | 718,69        |
| 6        | Ленинское                 | посёлок Ленинский      | 2                             | ↘512             | 4859,56       |
| 7        | Николаевское              | село Николаевское      | 3                             | ↘1250            | 2881,86       |
| 8        | Тангинское                | село Танга             | 4                             | ↘1020            | 1855,26       |
| 9        | Улётовское                | село Улёты             | 2                             | ↗6984            | 958,49        |
| 10       | Хадактинское              | село Хадакта           | 2                             | ↘1093            | 498,89        |

В мае 2024 года все сельские и городское поселения муниципального района были упразднены и объединены в Улётовский муниципальный округ.
На территории Улётовского района всего находятся 2 муниципальных образования: помимо Улётовского муниципального округа, отдельно от последнего также выделяется городской округ (ЗАТО посёлок Горный).

## Населённые пункты
В Улётовском районе 26 населённых пунктов, в муниципальном округе — 25 населённых пунктов (без пгт Горный, образующего отдельный городской округ ЗАТО посёлок Горный).
| №  | Населённый пункт | Тип     | Население    | Бывшее муниципальное образование |
| -- | ---------------- | ------- | ------------ | -------------------------------- |
| 1  | Аблатуйский Бор  | село    | ↘514 (2021)  | Аблатуйское                      |
| 2  | Аблатукан        | село    | ↘121 (2021)  | Аблатуйское                      |
| 3  | Арей             | село    | ↘144 (2021)  | Тангинское                       |
| 4  | Арта             | село    | ↘540 (2021)  | Артинское                        |
| 5  | Бальзой          | село    | ↘433 (2021)  | Улётовское                       |
| 6  | Голубичная       | станция | ↘310 (2021)  | Дровянинское                     |
| 7  | Горека           | село    | ↘299 (2021)  | Горекацанское                    |
| 8  | Горный           | пгт     | ↘7565 (2021) | ЗАТО посёлок Горный              |
| 9  | Горекацан        | село    | ↘357 (2021)  | Горекацанское                    |
| 10 | Дешулан          | село    | ↘205 (2021)  | Николаевское                     |
| 11 | Доронинское      | село    | ↘663 (2021)  | Доронинское                      |
| 12 | Дровяная         | пгт     | ↗2971 (2021) | Дровянинское                     |
| 13 | Красная Речка    | посёлок | ↘101 (2021)  | Дровянинское                     |
| 14 | Ленинский        | посёлок | ↘538 (2021)  | Ленинское                        |
| 15 | Николаевское     | село    | ↘1138 (2021) | Николаевское                     |
| 16 | Новосалия        | село    | ↘144 (2021)  | Тангинское                       |
| 17 | Новые Ключи      | село    | ↘76 (2021)   | Николаевское                     |
| 18 | Стародоронинское | село    | 1 (2021)     | Доронинское                      |
| 19 | Старый Ленинск   | село    | 0 (2021)     | Ленинское                        |
| 20 | Танга            | село    | ↘820 (2021)  | Тангинское                       |
| 21 | Татаурово        | село    | ↘631 (2021)  | Дровянинское                     |
| 22 | Улёты            | село    | ↗6557 (2021) | Улётовское                       |
| 23 | Хадакта          | село    | ↘814 (2021)  | Хадактинское                     |
| 24 | Черемхово        | село    | ↘437 (2021)  | Хадактинское                     |
| 25 | Шебартуй 2-й     | село    | ↘114 (2021)  | Тангинское                       |
| 26 | Шехолан          | село    | ↘327 (2021)  | Горекацанское                    |

14 апреля 2000 года был упразднен поселок Карымка.
Законом Забайкальского края от 25 декабря 2013 года на территории района было решено образовать новые сёла: Стародоронинское и Старый Ленинск (путём выделения соответственно из села Доронинское и посёлка Ленинский). На федеральном уровне сёлам Стародоронинское и Старый Ленинск были присвоены наименования Распоряжением Правительства России от 11 октября 2018 года.

## Экономика
Район специализируется на развитии молочно-мясного скотоводства и пригородного хозяйства, выращиваются зерновые. Промышленность представлена добычей бурого угля (разрез Восточный ОАО «Читинская угольная компания»), первичной переработкой леса, строительной индустрией. Действуют Ингодинский лесхоз и Улётовский сельский лесхоз. Основные грузовые и пассажирские перевозки осуществляются автомобильным транспортом.

## Образование, медицина и культура
На 2003 в районе функционировало 20 дневных общеобразовательных учреждений, 23 библиотеки и 24 клуба, 5 больниц, в том числе Улётовская центральная районная больница, врачебная амбулатория и 17 фельдшерско-акушерских пунктов. Издаётся еженедельная районная газета «Улётовский вести». На территории Улётовского района находится памятник архитектуры и градостроительства — Святителя Иннокентия иркутского церковь (село Танга), комплекс археологических памятников Арта.